# Carbeto

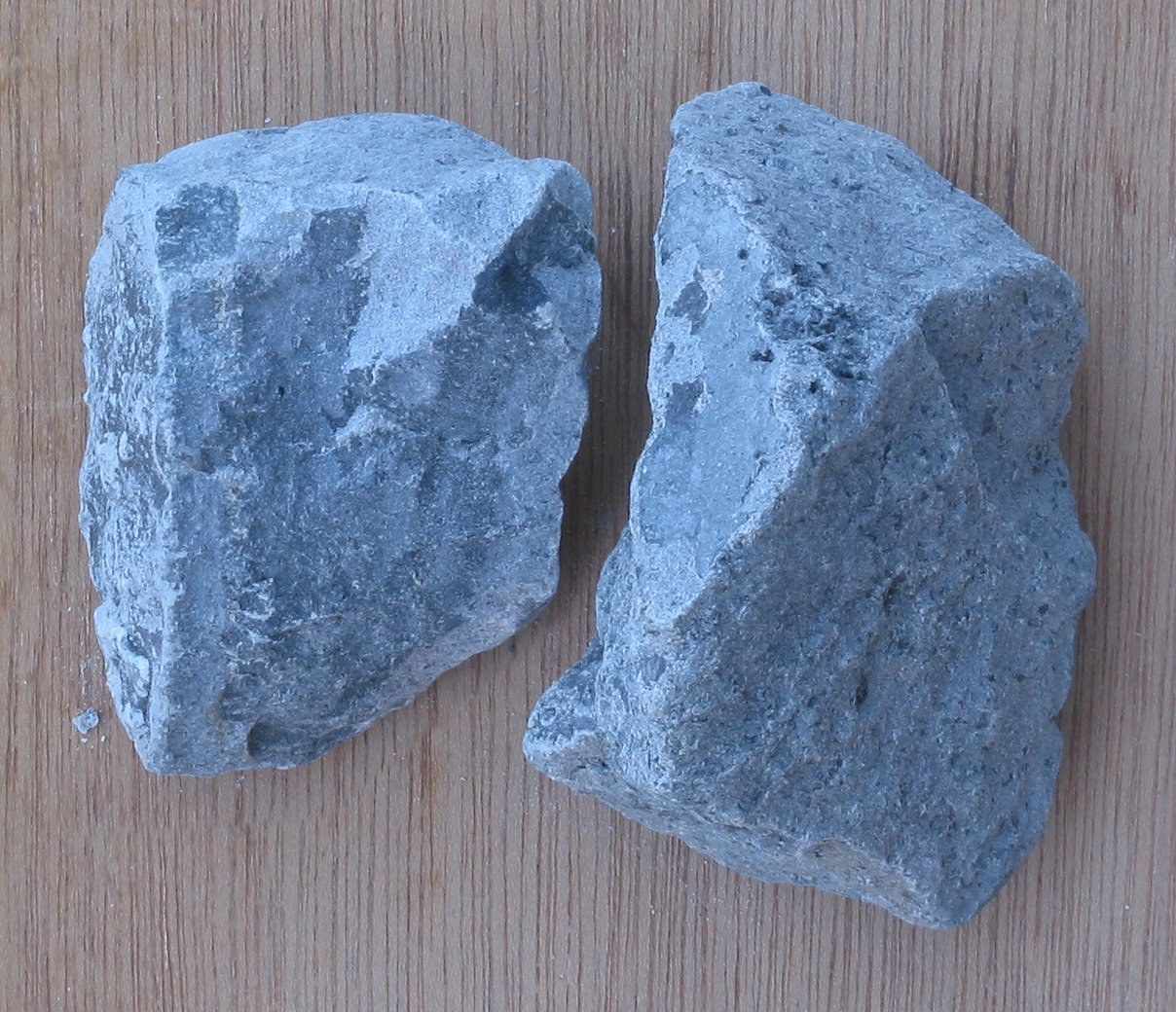
Carbeto de cálcio.

Os carbetos ou carbonetos (também carburetos) são compostos inorgânicos binários, classificados como cerâmicas, que contêm carbono. Apresentam formula geral ExCy, onde E é o elemento mais eletropositivo.
Os carbetos podem ser classificados em duas categorias principais: carbetos iônicos e carbetos covalentes. 

## Tipos

### Carbetos iônicos
Também são conhecidos como carbetos salinos e, por apresentarem um forte caráter iônico, são sólidos.  São formados pelos elementos dos grupos 1 e 2 da tabela periódica e alumínio, sendo estes elementos altamente eletropositivos e o carbono, portanto, com uma carga negativa.
Os principais carbetos iônicos são: carbeto de lítio (Li4C), carbeto de berílio  (Be2C), carbeto de magnésio (Mg2C3), carbeto de cálcio  (CaC2) e o carbeto de alumínio (Al4C3).
Os carbetos iônicos divididos em quatro categorias:
- Compostos de interligação do grafite: Como por exemplo o KC8;
- Dicarbetos ou acetiletos: Apresentam o ânion C≡C2- (C22-), por serem derivados do acetileno como, por exemplo, o carbeto de cálcio (CaC2) ou o acetileto de prata (Ag2C2). outros carbonetos metálicos também apresentam anions
- Metiletos: Apresentam o ânion C4-, por serem derivados do metano como, por exemplo, o Li4C
- Sesquicarbetos ou alenetos: Apresentam o ânion  2–C=C=C2– (C34–),  por serem derivados do propadieno (aleno) como, por exemplo, o Mg2C3.

Em contato com a água estes carbetos formam o óxido ou o hidróxido do elemento e o hidrocarboneto (metano, acetileno ou propadieno) correspondente.

### Carbetos covalentes
Os carbetos covalentes são formados entre o carbono e elementos com aproximadamente a mesma eletronegatividade do carbono. Os exemplos mais importantes deste grupo são o carbeto de silício ou carborundo (SiC) com estrutura de diamante e uma dureza na escala de Mohs entre 9,0 e 9,5, e o carbeto de boro (B4C).
Estas substâncias podem ser muito duras devido as ligações covalentes formadas nas três dimensões. São utilizados por exemplo como materiais abrasivos ou como recobrimento de peças que necessitam resistir a abrasões mecânicas. O carbeto de silício também é utilizado como suporte para catalisadores devido a sua elevada resistência e boa condutividade térmica.

## Exemplos

### Carbeto de silício
O carbeto de silício ou carborundum (ou carborundo) apresenta fórmula química SiC. É resistentente ao ataque dos ácidos e das bases. É bastante duro e abrasivo, por isso utilizado na produção de rebolos e discos de corte. É usado para o polimento de pedras (como ardósia, mármore, granito e outras ) e para o polimento de lentes.
Encontra-se na natureza como moissanite.
É um semicondutor, conduz a eletricidade com menos perda de energia que o silício puro - daí o seu emprego futuro para eliminar a refrigeração dos processadores, atualmente necessária.
É empregado na blindagem de sistemas aeronáuticos e aeroespaciais.
Também empregado para a produção de cerâmicas sintéticas.
Também empregado na fabricação de dispositivos de proteção contra sobretensões, conhecidos como pára-raios, apesar de atualmente ser mais usual a utilização do Óxido de Zinco (ZnO).

### Carbetos de cálcio, cério, lítio, prata, potássio e sódio
- O carbeto de cálcio apresenta fórmula química CaC2.
- O carbeto de cério apresenta fórmula química CeC2.
- O carbeto de lítio apresenta fórmula química Li2C2.
- O carbeto de potássio apresenta fórmula química K2C2.
- O carbeto de prata apresenta fórmula química Ag2C2.
- O carbeto de sódio apresenta fórmula química Na2C2.

São usados em alguns tipos de maçaricos oxi-acetilênicos, nos quais reage com a água produzindo acetileno, conforme a equação:
- :: Ag2C2
- :: CaC2 + 2 H2O {\displaystyle \rightarrow } - Ca(OH)2+ C2H2
- :: CeC2
- :: Li2C2
- :: K2C2
- :: Na2C2

O acetileno obtido entra em combustão produzindo uma chama com temperatura acima de 3.000℃, liberando uma quantidade de energia de 11.800 J/g. Essa energia da chama é utilizado para soldar ou cortar metais.
Pelo mesmo processo, é possível a produção de lâmpadas portáteis à base de carbeto de cálcio para serem utilizados em minas ou cavernas (espeleologia).
O carbeto de cálcio pode ser usado para a obtenção do potássio metálico a partir da redução dos seus compostos.

### Carbeto de boro
É um carbeto que apresenta formula química B4C
É usado para a fabricação de barras de controle de reatores nucleares. Estas barras são introduzidas no reator para capturar neutrons e, deste modo, moderar a reação radiativa.
Também usado como abrasivo.

### Carbeto de tungstênio
É uma cerâmica de carbono e tungstênio. Empregada como em metal duro como elemento abrasivo.

### Carbetos de alumínio, cromo, ferro e manganês
São 4 cerâmicas, que tem Alumínio, Cromo, Ferro e Manganês, como elementos ligados.